# Рикардс, Джон Эзра
Джон Эзра Рикардс (23 июля 1848 — 26 декабря 1927) был американским политиком и бухгалтером. Будучи республиканцем, он занимал пост первого вице-губернатора Монтаны и второго губернатора штата Монтана.

## Биография
Рикардс родился в семье Дэвида Т. Рикардса и его второй жены, урождённой Мэри Бёррис, в Делавэр-Сити, штат Делавэр, и получил образование в государственных школах своего родного штата. Его мать умерла, когда он был маленьким, и какое-то время он жил  и работал на ферме своего дяди. В 1857 году Рикардс стал клерком в Филадельфии, штат Пенсильвания, где его отец жил со своей третьей женой и двумя дочерьми. Младший Рикардс переехал в Пуэбло, штат Колорадо в 1870 году и до 1873 года работал клерком и бухгалтером. 5 июля 1876 года он женился на Лиззи М. Уилсон, родившейся 19 апреля 1848 года в Ньюарке, штат Делавэр. Супруги переехали в Калифорнию, где у них родились трое сыновей: Гомер Крэри (1877–1907), Эрл Мерритт (1878–1884) и Сьюард Адамс (1880–1964). К 1880 году семья жила в Окленде. Лиззи умерла в Сан-Франциско в возрасте 33 лет 18 мая 1881 года. Он был продавцом в торговой компании, а также занимался недвижимостью, страхованием и нефтяной промышленностью. После смерти Лиззи в сентябре 1882 года он переехал в Бьютт, штат Монтана, и стал успешным бизнесменом в этих сферах. Рикардс женился на уроженке Канады Элизе Энн (Эллис) Буше 18 июня 1883 года в Огдене, штат Юта. Она привела в дом мужа свою дочь Харриет Эллис Буше. У Рикардов было пятеро детей: Говард Беррис (1884–1952), Карлайл (1885–1958), «Малышка» (1886), Джон Эзра (родился и умер в 1889 году) и Рэйчел (1891–1954). Рикарды были мирянами в методистско-епископальной церкви. После того как Рикардс покинул пост губернатора, он, его жена и пятеро выживших детей в возрасте от 9 до 24 лет вернулись в Бьютт, округ Силвер-Боу, штат Монтана. К 1908 году Джон, Элиза и Эллис жили в Беркли, штат Калифорния. В 1914 году все трое были зарегистрированы как прогрессивисты, но в 1916 году они снова стали республиканцами.

## Карьера
Рикардс был избран олдерменом Бьютта в 1885 году. Он был членом законодательного собрания территории с 1888 по 1889 год и делегатом конституционного собрания штата в 1889 году.
Рикардс, республиканец, был избран первым вице-губернатором Монтаны в 1888 году, в то же время, когда Джозеф Кемп Тул, демократ, был избран первым губернатором Монтаны. Он служил с 1889 по 1893 год.
Рикардс был вторым губернатором Монтаны с 1893 по 1897 год. Помимо строительства инфраструктуры Монтаны, он руководил созданием свода законов штата и совета по образованию штата, а также ввёл в действие закон о запрете азартных игр.
После ухода с поста Рикардс переехал в Беркли, штат Калифорния, и возобновил свою деловую карьеру. Получив назначение в Бюро переписи населения в Сан-Франциско, он проработал на этой должности восемнадцать лет.

## Смерть
Рикардс умер от стенокардии и хронического миокардита в своём доме в Беркли, округ Аламеда, штат Калифорния, 26 декабря 1927 года. В свидетельстве о смерти указано, что он был уволен со специальной должности при министре сельского хозяйства США. Его прах захоронен в Часовне Колоколов в Окленде, штат Калифорния.